# Справи милосердя

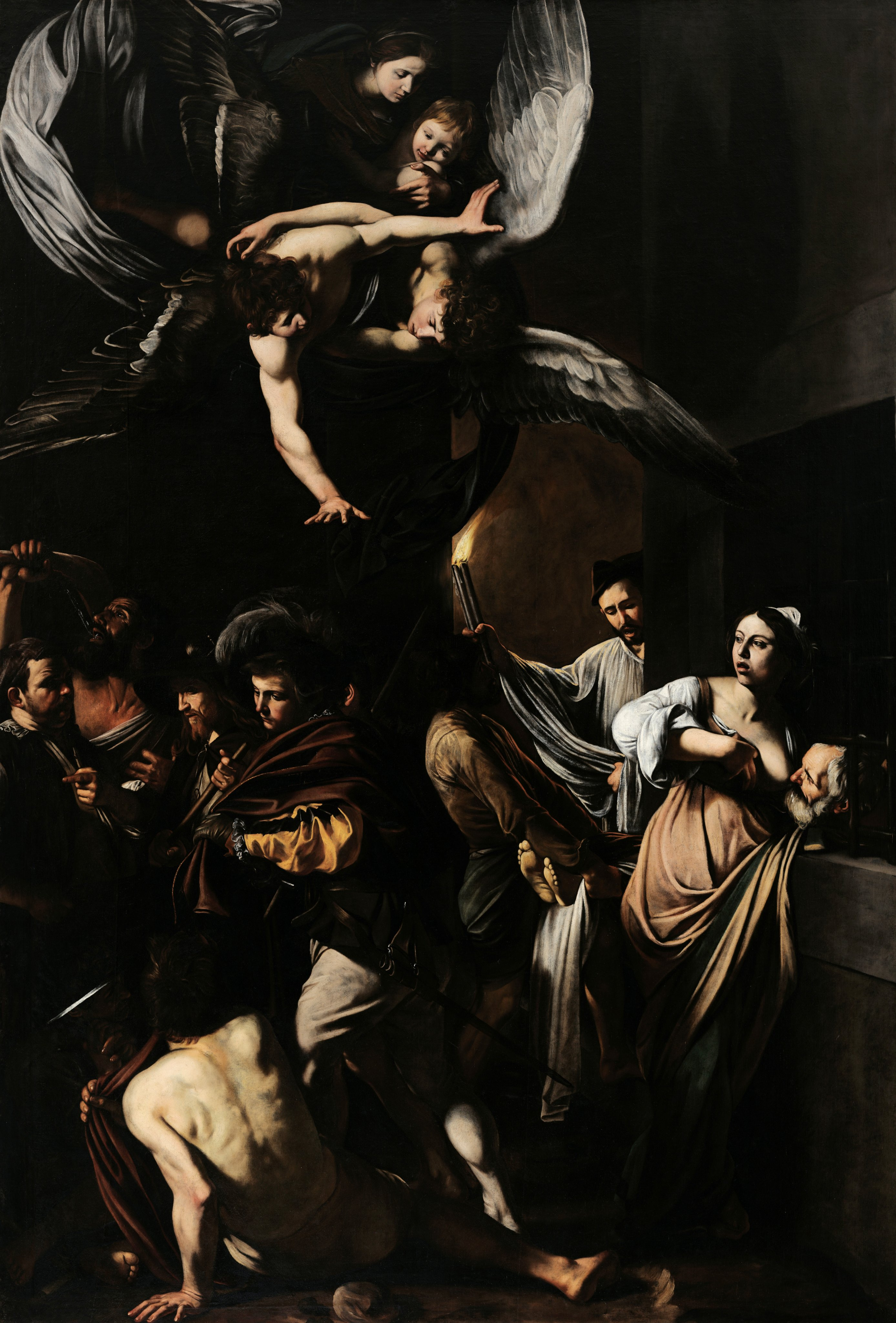
Сім справ милосердя (Караваджо, 1607)

Спра́ви милосе́рдя, або вчи́нки милосе́рдя — у християнстві 14 вчинків, які є проявом милосердя до ближнього. Поділяються на 7 тілесних і 7 духовних справ. Тілесні справи скеровані на тілесні потреби людини: шість із них згадуються у Новому Заповіті, у притчі Христа (Мат 25:3-40) і одна в праці Лактанція з посиланням на книгу Товита (Товит 1:17-20). Виконання тілесних справ веде до спасіння, невиконання — до засудження на Страшному суді. Духовні справи покликані полегшити духовний стан ближнього; перші чотири справи базуються на книзі Єзекіїля (Єзекіїл 33:7-9), шоста — на Второзаконні (Втор 15:11), сьома — на другій книзі Макавеїв (Мак 2 12:42).

## Справи
| 1. Голодного нагодувати. 2. Спраглого напоїти. 3. Роздягненого одягнути. 4. Подорожнього в дім прийняти. 5. Недужому послужити. 6. В'язня відвідати. 7. Померлого поховати. | 1. Грішника навернути. 2. Ненавченого навчити. 3. У сумніві порадити. 4. Засмученого потішити. 5. Кривду терпеливо зносити. 6. Образу від серця прощати. 7. За живих і померлих молитися. |

## У мистецтві
- Сім справ милосердя (Караваджо)
- Сім справ милосердя (Майстер із Алкмара)
- Справи милосердя (Монтальє)